# تسک شکم‌خاکستری
تِسِک  شکم‌خاکستری (نام علمی: Tesia cyaniventer) نام یک گونه از سرده تسک‌ها است.